# Mester István (színművész)
Mester István (Hatvan, 1930. október 13. – ?, 2022. szeptember 30.) magyar színész, operetténekes, a Pécsi Nemzeti Színház örökös tagja.

## Pályafutása
1954-ben kapott színészi oklevelet a Színház- és Filmművészeti Főiskolán, majd a Kecskeméti Katona József Színházban helyezkedett el. 1956-tól az Állami Déryné Színházban dolgozott. A Pécsi Nemzeti Színház tagja 1962-től, 1990-től örökös tag. Elsősorban bonvivánszerepeket játszott emlékezetesen. Az operettirodalom számos bonvivánszerepe mellett musicalt és operát is játszott. Vendégművészként szerepelt a zalaegerszegi Hevesi Sándor Színházban is.

## Emlékezetes színházi szerepei
- Kukorica Jancsi; Francia király (Kacsóh Pongrác: János vitéz)
- Péter tiszttartó (Kálmán Imre: Marica grófnő)
- Edvin; Kerekes Ferkó (Kálmán Imre: Csárdáskirálynő)
- Mister X. (Kálmán Imre: Cirkuszhercegnő)
- Radjami, Lahore hercege (Kálmán Imre: A bajadér)
- Péter, tiszttartó (Kálmán Imre: Marica grófnő)
- Raoul (Kálmán Imre: A montmartre-i ibolya)
- Danilo (Lehár Ferenc: A víg özvegy)
- Tony (Bernstein: West Side Story)
- Zéta Mirkó (Lehár Ferenc: A víg özvegy)
- A diák (Lehár Ferenc: Vándordiák)
- René (Lehár Ferenc: Luxemburg grófja)
- Nagyherceg (Lehár Ferenc: Sybill)
- Ferdinánd (Hervé: Nebáncsvirág)
- Gábor diák (Huszka Jenő: Gül Baba)
- Charlie (Fényes Szabolcs: Maya)
- Tom Miggles (Jacobi Viktor: Leányvásár)
- Puzsér (Molnár Ferenc: A doktor úr)

## Díjai, elismerései
- Szocialista Kultúráért Érdemérem (1963)
- SZOT-díj (1970)
- Pro Theatro Díj (1985)
- Nívódíj
- Örökös tag (1990)
- Kálmán Imre-emlékplakett (2007)

## Televíziós, filmes szerepei
- Gábor diák
- A vőlegény nyolckor érkezik
- Szomszédok
- Csipkerózsika

## Tisztségei
- A Színházművészeti Szövetség művészeti tanácsának tagja.